# Lacanobia nigrifusa
Lacanobia nigrifusa là một loài bướm đêm trong họ Noctuidae.